# 弱虫珍選組
『弱虫珍選組』（よわむしちんせんぐみ）は、市川崑が制作し1935年11月20日に公開された日本のアニメ映画である。
合計4作品作られた、少年侍・団子之助が活躍する「花より団子シリーズ」の第3作目にあたる。新撰組を題材にしたコメディーアニメ。ディズニー映画のキャラクターの影響も見てとれる。 
本作品のフィルムは長らく所在不明だったが、2014年、アメリカにおいて発見され、修復がすすめられている。
35mmフィルム、約141m、上映時間 約5分。